# 죽항동
죽항동(竹巷洞)은 대한민국 전북특별자치도 남원시의 동이다. 넓이는 0.68 km2이고, 인구는 2009년 기준으로 2,146세대, 4,913명이다. 죽항동은 남원시 중앙에 위치한 중심지역이며 순수 도시동으로써 용남시장 및 각종 상가 등 상권이 발달된 공공·금융기관 및 사회단체가 밀집된 곳으로 주민의 60%는 자영업과 봉급생활자로 구성된 생활문화수준이 중상위에 속하는 지역이다.

## 법정동
- 하정동(下井洞)
- 죽항동(竹巷洞)
- 쌍교동(雙橋洞)

## 교육
- 하늘중학교 - 동헌길 75 (하정동)